# Toyota All-Star Showdown
Der Toyota All-Star Showdown war ein All-Star Rennen der NASCAR-Serie für erfolgreiche Fahrer der niedrigeren NASCAR-Rennklassen sowie der Kanadischen NASCAR-Meisterschaft und der mexikanischen NASCAR-Meisterschaft. Der Toyota All-Star Showdown fand von 2003 bis 2012 auf dem Irwindale Speedway in einem Vorort von Los Angeles statt.

## Format des Events bis 2006
Das Fahrerfeld bestand aus Fahrer aus den AutoZone Elite Divisionen (Nordwest-Division, Südost-Division, Südwest-Division und Midwest-Division) und den Grand National Divisionen (NASCAR Camping World East Series, NASCAR Camping World West Series).
Die Top-15-Fahrer in den Punkteständen der Grand National Divisionen bildeten das Fahrerfeld für das Grand National All-Star Rennen. Die Top 10 in den Punkteständen der AutoZone Elite Divisionen bildeten das Fahrerfeld für das Elite All-Star Rennen.
Freitags vor dem Hauptevent wurden die Fahrerfelder beider Divisionen geteilt. Die halbierten Fahrerfelder nahmen dann an Qualifikationsrennen teil, die mit dem Gatorade Duel des Sprint Cups zu vergleichen sind. Durch diese Rennen wurde die Startreihenfolge der Hauptrennen festgelegt. Fahrer, die am ersten Qualifikationsrennen teilnahmen, starteten im Hauptrennen auf der inneren Linie. Fahrer, die am zweiten Qualifikationsrennen teilnahmen, starteten im Hauptrennen auf der äußeren Linie.

## Format des Events seit 2007
Das erste Rennen des Rennwochenendes war ein 150 Runden langes „Super Late Model“ Rennen. Alle Fahrer der NASCAR Whelen All-American Series waren dafür teilnahmeberechtigt.
Das Rennen der Grand National Divisionen wurde grundlegend verändert:
- Das Rennen ging über 250 Runden und besteht aus 40 Teilnehmern
- Die Top-15-Fahrer bei den Grand National Divisionen durften teilnehmen
- Zusätzlich durften noch Fahrer teilnehmen, die eine der folgenden Bedingungen erfüllen:
  - Rennsieger in einer der Grand National Divisionen
  - Champions der folgenden regionalen NASCAR-Serien:
    - NASCAR Camping World East Series
    - NASCAR Camping World West Series
    - Whelen Modified Tour
    - Whelen Southern Modified Tour
    - NASCAR Canadian Tire Series
    - NASCAR Corona Series
    - Whelen All-American Series
- Diese minimal sieben Piloten wurden zusammen mit den 30 bereits gesetzten Piloten der Grand National Divisionen in das Fahrerfeld des Qualifikationsrennens gesetzt.
- Sollten es mehr als zehn Piloten sein, die sich über Siege in den Grand National Divisionen qualifiziert haben, würde ein 50 Runden-Rennen am Freitag darüber entscheiden, welche dieser Fahrer die zehn übrigen Plätze bekommen.

Der Formatwechsel war nötig, weil die Elite-Divisionen im Jahre 2006 aufgelöst wurden.

## Sieger des Events

### Grand National Division
- 2003: Austin Cameron
- 2004: Mike Johnson
- 2005: David Gilliland
- 2006: Matt Kobyluck
- 2007: Joey Logano
- 2009: Matt Kobyluck
- 2010: Joey Logano

### Late Models
- 2003: Ron Breese Jr.
- 2004: Eric Holmes
- 2005: Auggie Vidovich
- 2006: Tim Schendel
- 2007: Greg Pursley
- 2009: Travis Thirkettle
- 2010: Rip Michaels